# Imposta pigouviana
L'imposta pigouviana è un metodo di governo delle emissioni inquinanti ideato dall'economista inglese Arthur Cecil Pigou.
Una imposta pigouviana (o imposta pigoviana) è un tipo di imposta applicabile in presenza di esternalità.

## Definizione
Costo pagato dai soggetti che producono inquinamento per unità inquinante esattamente uguale al danno marginale aggregato causato dall'inquinamento valutato al livello di inquinamento ottimale. È un'imposta, per unità di prodotto, a carico del soggetto produttore di esternalità. L'aliquota ad esso applicata è determinata dall'ammontare di danno marginale misurato in corrispondenza dell'allocazione socialmente efficiente. Il gettito che questa imposta produce verrà attribuito in somma fissa o alla popolazione nel suo complesso o al soggetto vittima dell'esternalità.
Questo tipo di imposta ha la sola funzione di distorcere l'attività del soggetto inquinante indirizzata alla sola massimizzazione della propria utilità marginale. Il valore dell'imposta pigouviana sarà pari al prezzo del danno marginale prodotto dall'esternalità. In termini grafici questo genere di imposte fa traslare la curva dei benefici marginali del soggetto inquinante verso il basso fino a raggiungere il punto di efficienza in cui il costo marginale dell'esternalità è pari al beneficio marginale della stessa.

## L'imposta come funzione
{\displaystyle x=}unità di inquinante
{\displaystyle y=}unità di bene prodotto (output)
{\displaystyle D_{i}(x)=}danno causato dall'inquinamento per il soggetto i
{\displaystyle C(x)=}costo riduzione dell'inquinamento
{\displaystyle x^{*}} è la quantità di inquinamento che minimizza {\displaystyle C(x)+\sum _{i=1}^{n}D_{i}(x)}
tale minimizzazione si ha quando (Mg sta per marginale)
{\displaystyle MgC(x^{*})+Mg\sum _{i=1}^{n}D_{i}(x^{*})=0}
{\displaystyle Mg\sum _{i=1}^{n}D_{i}(x^{*})=-MgC(x^{*})}
L'impresa considera l'inquinamento come un input della produzione e come capitale o lavoro questo input ha un prezzo. Tale prezzo, in assenza di una tassa, è uguale a 0. Imponendo una tassa, innalzando così il costo dell'inquinamento, l'impresa (come per qualsiasi altro bene o male) ne consumerà di meno. La tassa deve però indurre un consumo ottimale dell'inquinamento; per fare questo prima si determina qual è la quantità ottimale di inquinamento (dall'ultima espressione è la quantità per la quale il danno marginale di una unità di inquinamento in più è uguale al costo marginale per ridurla) dunque il costo marginale della riduzione di unità di inquinamento associato alla quantità di inquinamento x* sarà l'ammontare della tassa pigouviana p*.
Il totale ammontare pagato dall'impresa è dunque dato da:
x* · p*

### Sussidio pigouviano
Il sussidio, come l'imposta, produce un diverso comportamento dei produttori di agenti inquinanti. Esso viene erogato dalle autorità governative ai soggetti che generano esternalità positiva, creando, al contrario del calo dell'imposta, una diminuzione dei costi medi, che determina una maggiore produzione.

### Confronto tassa - sussidio
Cmg = costi marginali di produzione
CM = costi medi di produzione
p = prezzo bene prodotto
| Tassa                                         | Sussidio                                  |
| Aumento Cmg                                   | Aumento Cmg                               |
| Aumento CM                                    | Diminuzione CM                            |
| Aumento p                                     | Diminuzione p                             |
| Orientamento all'inquinato                    | Orientamento all'inquinante               |
| Diminuzione prelievo fiscale da altri settori | Aumento prelievo fiscale da altri settori |

L'aumento dei costi marginali in entrambi i casi è causa della diminuzione della produzione di agenti inquinanti, data dalla diminuzione di produzione del bene in questione.
L'aumento o diminuzione dei costi medi di produzione invece ha diversi effetti: nel caso di un sussidio nuove imprese sono incoraggiate ad entrare nel mercato (o, sotto un altro punto di vista, anche le imprese meno efficienti possono rimanere nel mercato); viceversa nel caso di una tassa altre imprese sono scoraggiate dall'entrare nel mercato (oppure le imprese meno efficienti sono forzate ad uscire dal mercato).
L'aumento o diminuzione del prezzo di vendita determina un diverso accesso al bene da parte delle fasce della popolazione (divisa per potere d'acquisto). In altre parole, se la quantità di bene prodotto è la stessa sia per sussidi che per tasse (infatti otteniamo un'eguale diminuzione di emissione sia applicando sussidi che tasse) tale quantità sarà acquistata da fasce diverse di popolazione: anche da persone più povere nel caso dei sussidi, da persone relativamente più ricche nel caso delle tasse pigouviane. (Ricordiamo che questa analisi è fatta nell'ipotesi di concorrenza perfetta).
I due approcci inoltre implicano un diverso orientamento, a monte, della regolazione. Il principio che soggiace all'imposizione di una tassa è quello che riconosce a chi è affetto dall'inquinamento il diritto di vivere senza inquinamento; viceversa un sussidio alle industrie inquinanti per limitare la produzione e dunque l'inquinamento implica che esse abbiamo il diritto di inquinare. Il fatto che con entrambi gli strumenti, la tassa ed il sussidio, si riesca a raggiungere lo stesso risultato non implica che i principi giuridici che soggiaciono alla scelta dello strumento siano equivalenti.
Un parallelismo equivalente potrebbe essere riconosciuto anche nell'approccio di Ronald Coase al problema, per il quale non è importante a chi viene dato il diritto di inquinare o di non essere inquinato per arrivare ad una contrattazione tra le parti che permetterebbe un'emissione ottimale di inquinanti (teorema di Coase).
Una delle argomentazioni più importanti che portano a preferire le tasse ai sussidi riguarda l'effetto distorsivo che gli strumenti portano al sistema economico:
- una tassa pigouviana imposta nel settore che deve essere regolato produce una distorsione dei comportamenti in quel settore volti a migliorare il benessere sociale, gli introiti di questa tassa diminuiscono allo stesso tempo la necessità di prelievo fiscale in altri settori, diminuendo così l'effetto distorsivo del prelievo fiscale dello stato.
- un sussidio in un dato settore, come abbiamo visto, cambia la situazione in quel dato settore tanto bene come una tassa, ma necessita, per essere finanziato, di tasse imposte in altri settori che hanno per loro natura un effetto distorsivo (magari indesiderato).